# まろに☆えーる
『まろに☆えーる』は、栃木県のご当地アイドルグループとして設定されたマスコットキャラクター。「まろに☆え〜る」と表記されることもある。

## 概要
2013年、とちぎテレビが自社の深夜アニメ放送枠をPRするために考案。同年7月7日に「とちてれ★アニメフェスタ!2013」にてお披露目。名称は公募され、同年8月に決定した。
とちテレアニメ専用サイトで活動しており、ボイスコミック・WEBラジオなどを配信している。

## 登場人物

### まろに☆えーる
栃木県を応援する（エールする）ために結成されたアイドルユニット。キャラクター3人のユニット名だけでなく、担当声優3人のユニット名としても呼ばれる。
ユニット名の由来は、栃木県の木であるトチノキの近縁種・セイヨウトチノキのフランス語名「マロニエ」と、「応援する」を意味する英単語「エール」（yell）から。
春崎野乃花（はるざき ののか）
声 - 野水伊織
まろに☆えーるのリーダー。イメージカラーは赤。高校2年生。イチゴ、とりわけとちおとめを広める活動をしている。
おっとりかつ天然ボケな性格でイチゴが大好物。真岡市出身であるが、地元のことはほとんど知らなかった。怪談や肝試しなど、怖いものは得意だが、カエルが大の苦手。イチゴのことを愛するあまり、長期間イチゴを食べられなかったり、ほんの少しでもアルコールを摂ったりする（ノンアルコールやしもつかれでも酔ってしまう）と、「ダークベリーサイド」と呼ばれる性格に変貌する。言動が大人っぽくかつ色っぽくなり、誰彼構わず手を出そうとするため、愛実や瑠梨でも手が負えなくなるが、カエルを見せるなどでショックを起こすことで元に戻る（ただし、変貌している間の記憶は野乃花には残っていない）。
イチゴに限らず可愛いものが大好きで、アイドルを目指した理由も「可愛い衣装が着られて地元のアピールができる」ことに魅力を感じたため。歌は得意であるが、ダンスはやや苦手（本人は踊れているつもりではいる）。
コール&レスポンスは、「あなたも、野乃花も、苺を食べれば！」→「ベリーハッピー！」→「苺みたいな乙女を目指して！ 苺をエール!! 春崎野乃花だよ！」
2017年9月27日に真岡市より特別住民票交付。同日に「もおか"いちご"チアリーダー」に就任。
堤愛実（つつみ まなみ）
声 - したらま美
イメージカラーは黄色。高校2年生。宇都宮餃子を全国に広めている。
しっかり者だが幼い一面もあるムードメーカー。実家は宇都宮市の餃子屋であり、餃子の調理中は周りが見えなくなるほどの集中力を見せる。餃子の国内消費量1位を浜松市から奪還することを目標としている。幼い時から店の接客を手伝っていたため、誰に対しても「さん」付けで敬語を使う。「雷都」と呼ばれた宇都宮市で育ったため、雷にはめっぽう強く、宇都宮の知識も豊富で、地元愛も強い。
野乃花や瑠梨と比べて幼児体型、特に貧乳であることを気にしている。コミック第5話で一時的に魔法で巨乳になったものの、そこで巨乳ならではの苦労を知り、「もうこりごり」と話している。運動神経が良いためダンスは得意だが、反面歌は苦手。
コール&レスポンスは、「みんなー！らーゆーれでぃ？」→「イェーイ！」→「お野菜いっぱい！ ラブいっぱい！ 餃子をエール!! 堤愛実です！」
栃木SC公認サポーター 。
瓜田瑠梨（うりた るり）
声 - 小林元子
イメージカラーは緑。高校2年生。かんぴょうを広める活動をしている。
努力家かつ常識的な考えの持ち主で、他の2人のツッコミ役に回ることが多い。ツンデレな性格でもあり、アイドル活動も初めは抵抗していた節もあるが、今は気合を入れて活動している。実家は下野市のかんぴょう屋だが、本人は「ダサい」と思っており、表向きではかんぴょうを嫌いとしていた。しかし、その実は密かにかんぴょう料理を研究するほどのかんぴょう愛があり、かんぴょう剥きの技術は職人レベル。また、家族全員が使うため、メンバーの中では最も栃木弁に精通している。
メンバー随一の巨乳の持ち主であり、野乃花などからは「瓜カップ」と呼ばれてセクハラ紛いの行為をされている。歌・ダンス共に平均以上の実力を持ち、野乃花と愛実のコーチの役割を務めることもある。
コール&レスポンスは、「ダサいって言ったら！」→「ダサーい！」→「ウリウリしてあげる！ やればできる子、嫌いじゃないわ！ 干瓢をエール!! 瓜田瑠梨よ！」
2015年1月10日に下野市より特別住民票交付。2016年12月25日には下野市の観光大使に就任。

### ぱてぃし☆えーる
栃木の良さを伝えるにはまろに☆えーるの3人では足りないと足利命が立ち上げたまろに☆えーるの姉妹ユニット。とちてれ★アニメフェスタ!2024に先行してキャラクターとみくるの声優を、とちてれ★アニメフェスタ!2024にてつむぎの声優と詳細を発表。
牛尾みくる（うしお みくる）
声 - 鈴木杏奈
高校1年生。牛乳を広める活動をしている。
実家は那須郡那須町で牧場を経営している。
穂高つむぎ（ほだか つむぎ）
声 - 長谷川育美
高校2年生。麦を広める活動をしている。
実家は小山市の麦農家。素顔を隠してお菓子作りの動画を配信している。

### 妖精たち
作品内で登場する妖精たち。べりりん曰く、形あるものには全て妖精が宿っているとのこと。妖精はほとんどの人間には見えないが、一部の妖精は人間に変身して活動することも可能で、この時は人間でも見ることができる。なお、妖精に性別はない。
べりりん
声 - 野水伊織
栃木のイチゴの妖精で、野乃花のパートナー。一人称は「ボク」で、語尾に「ベリ」が付く。
強気で男勝りの性格だが、イチゴ自体の女性的なイメージとのギャップに悩んでいる。また、「とちおとめ」という名前にも不満があり、いつかは「とちおとこ」という品種を作ることが夢。イチゴをはじめ、栃木のことを広めるために精力的に活動しており、妖精たちのリーダー的存在。イチゴの天敵であるナメクジが大の苦手。
人間に変身すると中学生男子に近い姿になる。童顔であり、やはり可愛らしいため、本人は人間の姿にも好んでなりたくない様子。
ぷくたん
声 - 設楽麻美
餃子の妖精で、愛実のパートナー。一人称は「ボク」で、語尾に「ギョ」が付く。
心優しく控えめで、強くは言い出せない性格。愛実のことが大好きで、姉のように慕っている。ポエムを書くのが趣味。お風呂に入るとふやけて水餃子になってしまう。また、体から餃子臭がしてしまうため、常に備長炭を全身にふりかけている（恥ずかしくて長い間秘密にしていた）。
人間に変身すると、白ロリータ服を着た少女の姿になる。頭には餃子のヒダを模したホワイトブリムが付く。
かぴょーん
声 - 小林元子
かんぴょうの妖精で、瑠梨のパートナー。一人称は「おいら」で、語尾に「ぴょ〜ん」が付く。
瑠梨のことが異常な程大好きで、変態的行為を繰り返しては瑠梨から制裁を受けている。だが一途な想いは本物で、彼女がピンチの時にはすぐに駆けつけ応援する。オタク気質であり、インターネットや動画作成・アイドルの知識が豊富。頭の葉っぱはチャームポイントで、なくなることは人間でいうハゲになるくらいショックなことらしい。
人間に変身すると、小太りの男性の姿になる。ただし、顔以外の体型などは自在に変えることができるようである 。
ちちたん
声 - 野水伊織
チチタケ（栃木県では「チタケ」と呼ぶ）の妖精。コミックでの初登場は第37話。一人称は「あちし」で、古風な喋り方をする。
ポジティブかつマイペースな性格。人間の姿では幼めだが、「乳茸」の漢字の通り、豊満な胸を持つ。お風呂に入るとチタケの出汁が取れる。
まろに☆えーるのようにアイドルになりたいと思っているが、動き回ると胞子をまき散らしてしまうことがネックになっている。しかし、霧吹きなどで湿らせると抑えられる。後にかぴょーんプロデュースの元、ちちたんとぷくたん、そして妖精が見える少女・みさきの3人で「ちちたんず」というアイドルユニットを組む。

### その他
以下のキャラクターの担当声優のうち、緑川・古川・阿部・関の4人は全員栃木県出身である。また、下野は東京都出身だが、名字のゆかりもあり、下野市の「輝け！下野エール大使」に任命されている。
下野命（しもつけの みこと）
声 - 緑川光
栃木を守護する神様。コミックでの初登場は第10話。
見た目は若いが本当の年齢は相当なものである。ゲームが大好きであり、たまに仕事をサボっては堂々と街中に出かけて行く。ゲーム好きが高じて、ついには自分でスマートフォン向けゲームを作ってしまった。栃木の守り神故、他県に行くことができない。それゆえ、海を見ることが夢である。
大平命（おおひらの みこと）
声 - 古川登志夫
先代の神。コミックでの初登場は第34話。
壮年男性の姿をしており、フランクな話し方をする。あまり神らしくないため、まろに☆えーるの3人は初め一般人だと思っていた。現在は役職を下野命に譲り、大平山に住んでいる。守り神の役職を降りたため、今は県外に出ることもできる。女好きな性格が玉にキズで、初対面時には瑠梨から怪しまれていた。
足利命（あしかがの みこと）
声 - 阿部敦
神の次期候補。コミックでの初登場は第45話。
高校生男子くらいの姿をしている。実は足利尊氏の生まれ変わりなのだが、本人にその記憶はほとんどない。世話を焼くのが大好きだが、それが災いして下野命にはいつも振り回されている苦労人。ポテト入り焼きそばが大好物で、ポテトが入っていないものは焼きそばと認めないほど。
二宮命（にのみやの みこと）
声 ‐ 関俊彦
江戸時代末期に農村復興に尽力した人物二宮尊徳が神となった姿。とちてれアニメフェスタ2023にて発表された。
下野古麻呂（しもつけの こまろ）
声 - 下野紘
アニメオリジナルキャラクター。飛鳥時代に実在した公卿・下毛野古麻呂その人。瑠梨に姿がそっくりな麻績部佐久良（おみべのさくら）という女性を探しに現代にやって来た。
中禅寺晃（ちゅうぜんじ あきら）
声 - 設楽麻美
姉妹作品「ススメ!栃木部」のキャラ。日光ゆば屋の娘。
堤咲喜（つつみ さき）
声 - 小林元子
同じく姉妹作品「ススメ!栃木部」のキャラ。宇都宮餃子屋の娘で、愛実の従姉妹。
佐野香織（さの かおり）
声 - 野水伊織
栃木県出身のアイドル。

## 漫画
公式サイトでボイスコミックは2013年8月から2020年10月までの75話までが毎月配信されていた。2021年3月特別編77話まで。2020年12月76話と2022年5月78話から2022年12月83話はボイス付きではないコミックとして配信。単行本はとちテレアニメフェスタの先行入場券のまろにパスポートに特典として付属する他通常の単行本も1巻出版されている。
- 一葵さやか、とちぎテレビ（企画）、『まろに☆え〜る』KADOKAWA〈電撃コミックスNEXT〉、既刊1巻（2017年11月15日現在）
  1. 2017年11月15日発売[29]、ISBN 9784048934381

## ラジオ
- まろに☆えーるのWEBラジオ「まろらじ」 - 2013年10月24日から2017年4月24日までYouTubeとちテレアニメチャンネルにて配信していたWebラジオ番組。パーソナリティは春崎野乃花役の野水伊織、堤愛実役の設楽麻美、 瓜田瑠梨役の小林元子。
- まろに☆え〜るのまろらじ - 2018年10月7日未明（10月6日深夜）から2020年9月27日未明（9月26日深夜）まで栃木放送にて毎週日曜未明（土曜深夜）0時30分から0時45分の枠で放送[30][注釈 4]。パーソナリティは同上。
- まろに☆え〜るのまろらじ Youtube Live - 2020年4月17日からYouTubeまろにえーるチャンネルにて1 - 2か月に1回ほどの頻度で配信。パーソナリティは同上。
- 瓜田瑠梨のしもつけえ〜るらじお - 2019年12月21日から2020年1月4日までFMゆうがおにて放送された番組。パーソナリティは小林元子とうさみん。

## アニメ
『サクラノチカイ〜まろに☆え〜る 東の飛鳥 下野市をえーる!〜』（サクラノチカイ まろに☆え〜る ひがしのあすか しもつけしをえーる）の題名で短編アニメ化された。製作は下野市が行っているため、同市のプロモーション的内容になるほか、3人の中でも特に瓜田瑠梨を主役にした内容になっている。
2017年12月に下野市の公式Youtubeチャンネル『プチハピしもつけ』でダイジェスト版を公開。本編は2018年1月10日23:30 - 24:00にとちぎテレビにて特別番組として放送された。本編約12分で本編の前に声優らが作中に登場する場所を紹介するミニ番組『下野エール紀行』を放送した。
2018年1月14日に本編とキャラクターによる下野市のスポット紹介、声優へのインタビューが収録されたBlu-rayが、下野市観光協会より発売された。

### スタッフ
- 原作 - とちぎテレビ
- 原作イラスト - 一葵さやか
- 脚本 - 石田勝也
- 構成 - 芳村れいな
- 監督・絵コンテ・演出 - サトウ光敏
- キャラクターデザイン・制作 - オペラハウス
- 総作画監督 - 川村敏江
- 作画監督 - 杉本幸子、北條直明、荒川絵里花
- 美術監督 - 中村典史
- 色彩設計 - 大槻ひろ子
- 撮影監督 - 野上大地
- 編集 - 本田優規
- 音響監督 - 阿部信行
- 音楽 - 佐藤信二
- プロデューサー - 八木澤順平、大竹芹奈、金子隆二
- アニメーションプロデューサー - 吉田勝、工藤博
- アニメーション制作 - プロダクションアイムズ
- 製作 - 下野市、とちぎテレビ

### 主題歌
オープニングテーマ「桜の手紙」
作詞 - 原田英尚 / 作曲 - 樋口聖典 / 編曲 - 中村皓 / 歌 - まろに☆え〜る
劇中歌「まろに☆YELL!!」
作詞 - 原田英尚 / 作曲 - 樋口聖典 / 編曲 - 宮川祐史 / 歌 - まろに☆え〜る
エンディングテーマ「緑のリボン」
作詞 - 原田英尚 / 作曲 - 樋口聖典 / 編曲 - 新井瑞季 / 歌 - 瓜田瑠梨（小林元子）

## まろに☆え〜るTV
『まろに☆え〜るTV』（まろに☆え〜るティーヴィー）シリーズは、2018年2月から放送されているバラエティ・紀行番組。略称は「まろにTV」。まろに☆え〜るとDB芸人が出演する。メインとなるVTRではDB芸人がドラゴンボール関連のネタを絡めつつ栃木県内の名所を巡る。但し、回によっては名所巡りではなくDB芸人によるバラエティ企画が催されたり、栃木以外の県でロケを行うこともある。DB芸人出演ゆえ、各サブタイトルも「復活のM」「Z」「GT」「超」「改」と、ドラゴンボールアニメシリーズに因んだものが付けられている。BGMにもドラゴンボールの楽曲が一部使用されているが、YouTube版ではドラゴンボール関連のBGMや版権曲は全てフリー音源やロイヤリティフリー素材に差し替えられている。

### シリーズ作品
各タイトルの表記には揺れがある。サブタイトルが〜やハイフンで囲われていなかったり、メインタイトルとの間にのみハイフンが置かれていたりなど、番組ロゴ、公式Twitter、公式ホームページ、YouTube版と表記がバラバラであり、統一されていない。
まろに☆え〜るTV〜とちぎの旅!ワクワクすっぞ!〜（第１シリーズ）
上記の特別番組放送後の2018年2月1日 - 3月29日に地上波で放送。数日遅れでBGM差し替え版をYouTube公式配信。全9回。
まろに☆え〜るTV〜復活のM〜（特別編）
2018年7月31日 - 9月26日にWeb番組としてYouTubeで配信。全3回。本格的な番組ではなく次期シリーズ「Z」の前振りのような内容であり、最終回となる第3回の最後に予告が行われている。
まろに☆え〜るTV-Z-（第２シリーズ）
2018年10月1日 - 2019年2月25日に地上波で放送。数日遅れでBGM差し替え版をYouTube公式配信。全21回。
まろに☆え〜るTV-GT（第３シリーズ）
2019年5月4日 - 2020年3月27日にWeb番組としてYouTubeで配信。2019年8月25日と同年大晦日の2回のみ地上波でもGT特別編が放送された（YouTube版では第35回 - 第38回、第66回 - 第71回に該当）。全78回。
まろに☆え〜るTV超（スーパー）（第４シリーズ）
2020年10月8日 - 2024年12月26日に地上波で放送。全204回。2020年10月8日 - 2023年3月23日まではGYAO!でも配信。2021年1月8日 - 2025年1月4日までYouTubeでもBGM差し替え版を公式配信。
まろに☆え〜るTV-改（再編集）
2020年10月13日からにWeb番組としてGYAO!で配信。過去の名作を再編集した番組。地上波版のBGMのまま配信される。2020年12月29日の第12回を最後に休止。その後、再開することないままGYAO!がサービスを終了したため、配信されたのは地上波のBGMに変更された「GT」運動会編のみである。

#### 配信の変遷
YouTubeでは当初、「第1シリーズ」「復活のM」「Z」が『とちテレアニメチャンネル』でアップされていたが、2018年12月26日から順次、『とちテレ公式チャンネル』に移行した。その後、『とちテレ公式チャンネル』収益無効化などの理由により、「第1シリーズ」「復活のM」「Z」の全編、「GT」第4回 - 第78回が一旦削除。「第1シリーズ」「復活のM」「Z」は『まろにえーるTVアーカイブ チャンネル』にて、「GT」は再び『とちテレ公式チャンネル』で一部編集した上で再配信された。
2021年6月2日、GYAO!とYouTubeの配信動画に関して、掲載期間が最大2ヶ月間となり、当時配信中の動画も2021年6月14日で配信終了。それに伴い、2021年8月2日からは過去のベストセレクション回をYouTubeで配信していた。しかし2022年5月6日にYouTube版の動画公開期限がなくなり、削除されていたシリーズが復活。いつでも視聴できるようになった。ただし、GYAO!の掲載期間は最大2ヶ月間のままで、2023年3月31日のGYAO!のサービス終了に伴ってネット配信はYouTubeのみとなった。

### 出演
アニメーションパート
- まろに☆え〜る（声 - 野水伊織・設楽麻美・小林元子）
  - 「第1シリーズ」ではオープニング・エンディングと、VTR中のオーディオコメンタリーを担当（どちらもキャラクターとしてではなく声優本人として出演）。「復活のM」「Z」ではオープニング・エンディングのみ担当（キャラクターとして出演）。「GT」はほぼ全てVTRで構成されているため、オープニングコールと宣伝以外での実質的な出演は基本的にない（地上波で放送された回のオープニングに一度だけ出演）。「超」では初期は全く出演はなかったが、途中からエンディングとおまけコーナー「フリーザとまろに☆え〜るの惑星トチギ会議」にて出演している。「超」第106回では声優3人が直接出演し、番組内においてはDB芸人との初共演を果たした。

実写VTRパート
- DB芸人
  - ドラゴンボールのキャラクターのモノマネをするお笑い芸人の総称として呼ばれる。このうち、R藤本・BAN BAN BAN山本・アイデンティティ田島・見浦の4人がレギュラー出演陣として扱われる[65]。藤本・山本・田島は、それぞれベジータ・フリーザ・野沢雅子のモノマネで登場するが、見浦はあくまでも司会進行を務め、モノマネでは出演していない（ただし、見浦も人造人間17号のモノマネをレパートリーに入れているため、DB芸人として扱われる）。当初は見浦も17号のモノマネで出演する予定だったが、1人はまともな出演者がいないと訳が分からなくなるという判断により、モノマネなしでの出演となった[66]。また、山本は「Z」から欠席する回が度々見られるようになり、「GT」末期から「超」初期は専らナレーションを担当していた。以降もしばらくは回によっては出演するというゲスト枠扱いだったが、後にレギュラーに復帰した。「惑星トチギ会議」が始まってからはそちらも担当している。番組内でも「レギュラーを下ろされた」とネタにされているが、山本自身はスケジュールが合わないためと説明している[67]。
  - その他、ゲストとして単発、あるいは複数回に登場する芸人もいる。DB芸人のリストはDB芸人を参照。

### 放送リスト
| #  | 放送内容 | 出演者（○は初登場）                                                                          |
| -- | --- | -------------------------------------------------------------------------------------------- |
| １ | 宇都宮動物園（宇都宮市）井頭モーターパーク（真岡市）                                                            | ○アイデンティティ（田島・見浦） ○R藤本 ○BANBANBAN山本                                        |
| ２ | オリオン通り（宇都宮市） 宇都宮餃子専門店 悟空（同）石田屋やきそば店（同）                                      | ○アイデンティティ（田島・見浦） ○R藤本 ○BANBANBAN山本                                        |
| ３ | 井頭観光いちご園（真岡市） 真岡井頭温泉（同） 御菓子司 紅谷三宅（同） 久保記念観光文化交流館（同） 真岡駅（同） | アイデンティティ（田島・見浦） R藤本 BANBANBAN山本 ○一丁                                     |
| ４ | グリムの森（下野市） 道の駅しもつけ（同） コーヒーハウス パーセル（同）                                         | アイデンティティ（田島・見浦） R藤本 BANBANBAN山本 ○一丁                                     |
| ５ | 大谷資料館（宇都宮市） 道の駅うつのみやろまんちっく村（同）                                                     | アイデンティティ（田島・見浦） R藤本 BANBANBAN山本 ○ぴっかり高木                             |
| ６ | 蔵の町（栃木市） 岩下の新生姜ミュージアム（同）                                                                 | アイデンティティ（田島・見浦） R藤本 BANBANBAN山本 ○ぴっかり高木                             |
| ７ | 下今市駅（日光市） 日光江戸村（同）                                                                             | アイデンティティ（田島・見浦） R藤本 BANBANBAN山本 ○バードフミヤ                             |
| ８ | 道の駅きつれがわ（さくら市） 那須サファリパーク（那須町）                                                       | アイデンティティ（田島・見浦） R藤本 BANBANBAN山本 ぴっかり高木｟前半》 バードフミヤ｟後半｠ |
| ９ | 那須ハイランドパーク（那須町） 那須どうぶつ王国（同） フィンランドの森（同）                                    | アイデンティティ（田島・見浦） R藤本 BANBANBAN山本 バードフミヤ                              |

| #  | 放送内容                                 | 出演者（○は初登場）                                                         |
| -- | ---------------------------------------- | --------------------------------------------------------------------------- |
| １ | DB芸人達がとちぎテレビをジャック・・・！ | アイデンティティ（田島・見浦） R藤本 BANBANBAN山本 篠田和之（アナウンサー） |
| ２ | 野球対決！                               | アイデンティティ（田島・見浦） R藤本 BANBANBAN山本 バードフミヤ             |
| ３ | 天下一キン（チキン）武道会ここに開幕！   | アイデンティティ（田島・見浦） R藤本 BANBANBAN山本 バードフミヤ             |

| #  | 放送内容                                                                   | 出演者（○は初登場）                                            |
| -- | -------------------------------------------------------------------------- | -------------------------------------------------------------- |
| １ | 那須ハイランドパーク（那須町）                                             | アイデンティティ（田島・見浦） R藤本 BANBANBAN山本             |
| ２ | 那須ハイランドパーク（那須町）                                             | アイデンティティ（田島・見浦） R藤本 BANBANBAN山本             |
| ３ | 那須ハイランドパーク（那須町）                                             | アイデンティティ（田島・見浦） R藤本 BANBANBAN山本             |
| ４ | 南ヶ丘牧場（那須町）                                                       | アイデンティティ（田島・見浦） R藤本 BANBANBAN山本             |
| ５ | 那須とりっくあーとぴあ（那須町）                                           | アイデンティティ（田島・見浦） R藤本 BANBANBAN山本             |
| ６ | グリムの森（下野市）                                                       | アイデンティティ（田島・見浦） R藤本 ○TEAM近藤 ○橋山メイデン   |
| ７ | ゆうがおパーク（下野市）                                                   | アイデンティティ（田島・見浦） R藤本 ○TEAM近藤 ○橋山メイデン   |
| ８ | 天平の丘公園（下野市）                                                     | アイデンティティ（田島・見浦） R藤本 バードフミヤ              |
| ９ | 下野市観光協会（下野市） 御菓子司 松屋（同） 日酸公園（同） あらた家（同） | アイデンティティ（田島・見浦） R藤本 バードフミヤ              |
| 10 | 月待の滝（茨城県大子町） もみじ苑（同）                                    | アイデンティティ（田島・見浦） R藤本 BANBANBAN山本             |
| 11 | 黒田りんご園（茨城県大子町）                                               | アイデンティティ（田島・見浦） R藤本 BANBANBAN山本             |
| 12 | 袋田の滝（茨城県大子町）                                                   | アイデンティティ（田島・見浦） R藤本 BANBANBAN山本             |
| 13 | 竜神大吊橋（茨城県常陸太田市）                                             | アイデンティティ（田島・見浦） R藤本 BANBANBAN山本             |
| 14 | フジドライ洗濯研究所（宇都宮市）                                           | アイデンティティ（田島・見浦） R藤本 BANBANBAN山本 ○昆布ちゃん |
| 15 | 東川商店（宇都宮市）                                                       | アイデンティティ（田島・見浦） R藤本 BANBANBAN山本 ○昆布ちゃん |
| 16 | 石焼らーめん 火山（宇都宮市）                                              | アイデンティティ（田島・見浦） R藤本 BANBANBAN山本 ○昆布ちゃん |
| 17 | ビッグツリースポーツクラブ（宇都宮市）                                     | アイデンティティ（田島・見浦） R藤本 BANBANBAN山本 ○昆布ちゃん |
| 18 | 道の駅やいた（矢板市）                                                     | アイデンティティ（田島・見浦） R藤本 BANBANBAN山本             |
| 19 | マウントジーンズ那須（那須町）                                             | アイデンティティ（田島・見浦） R藤本 BANBANBAN山本             |
| 20 | 壮関（矢板市）                                                             | アイデンティティ（田島・見浦） R藤本 BANBANBAN山本             |
| 21 | 株式会社 川口鉄筋建設（矢板市）                                            | アイデンティティ（田島・見浦） R藤本 BANBANBAN山本             |

| #     | 放送内容                                                | 出演者（○は初登場） |
| ----- | ------------------------------------------------------- | --- |
| 1-4   | とちのきファミリーランド（宇都宮市）                    | アイデンティティ（田島・見浦） R藤本 BANBANBAN山本 ○千葉ドラゴン                                                                                         |
| 5     | ドライブトーク                                          | アイデンティティ（田島・見浦） R藤本 BANBANBAN山本 ○千葉ドラゴン                                                                                         |
| 6     | 宇都宮餃子専門店 悟空（宇都宮市）                       | アイデンティティ（田島・見浦） R藤本 BANBANBAN山本 ○千葉ドラゴン                                                                                         |
| 7     | ドライブトーク                                          | アイデンティティ（田島・見浦） R藤本 BANBANBAN山本 ○千葉ドラゴン                                                                                         |
| 8     | 二荒山神社（宇都宮市）                                  | アイデンティティ（田島・見浦） R藤本 BANBANBAN山本 ○千葉ドラゴン                                                                                         |
| 9     | 宇都宮メディア・アーツ専門学校（宇都宮市）              | アイデンティティ（田島・見浦） R藤本 BANBANBAN山本 ○千葉ドラゴン                                                                                         |
| 10-11 | DB芸人例え散歩 オリオン通り（宇都宮市）                 | アイデンティティ（田島・見浦） R藤本 BANBANBAN山本 ○千葉ドラゴン                                                                                         |
| 12-15 | ナッパ持ち込み企画 山梨のおすすめスポット紹介           | アイデンティティ（田島・見浦） R藤本 BANBANBAN山本 VTR出演：ぴっかり高木                                                                                 |
| 16-27 | DB芸人大運動会                                          | アイデンティティ（田島・見浦） R藤本 BANBANBAN山本 TEAM近藤 橋山メイデン 昆布ちゃん 一丁 バードフミヤ ぴっかり高木 ○スタジオカドタ ○虹組キララ ○りかっち |
| 28-29 | DBクイズ対決                                            | アイデンティティ（田島・見浦） R藤本 BANBANBAN山本 TEAM近藤 虹組キララ りかっち                                                                          |
| 30-34 | DB芸人女子旅                                            | アイデンティティ（田島・見浦） バードフミヤ 虹組キララ りかっち                                                                                          |
| 35-38 | DB芸人ボウリング大会                                    | アイデンティティ（田島・見浦） R藤本 BANBANBAN山本 一丁 昆布ちゃん 千葉ドラゴン 虹組キララ りかっち                                                      |
| 39-40 | ココ・ファーム・ワイナリー（足利市）                    | アイデンティティ（田島・見浦） R藤本 BANBANBAN山本 バードフミヤ スタジオカドタ                                                                           |
| 41-42 | ドライブトーク／めん割烹 なか川（足利市）               | アイデンティティ（田島・見浦） R藤本 BANBANBAN山本 バードフミヤ スタジオカドタ                                                                           |
| 43-44 | いちごの里（小山市）／ドライブトーク                    | アイデンティティ（田島・見浦） R藤本 BANBANBAN山本 バードフミヤ スタジオカドタ                                                                           |
| 45-47 | イーグルプロレス（小山市）                              | アイデンティティ（田島・見浦） R藤本 BANBANBAN山本 バードフミヤ スタジオカドタ                                                                           |
| 48    | 未公開ドライブトーク                                    | アイデンティティ（田島・見浦） R藤本 BANBANBAN山本 バードフミヤ スタジオカドタ                                                                           |
| 49-53 | 小山駅西口まつり                                        | アイデンティティ（田島・見浦） R藤本 昆布ちゃん 千葉ドラゴン                                                                                             |
| 54-56 | 栃木シティフットボールクラブ                            | アイデンティティ（田島・見浦） R藤本 ぴっかり高木 りかっち                                                                                               |
| 57    | 道の駅どまんなかたぬま（佐野市）                        | アイデンティティ（田島・見浦） R藤本 ぴっかり高木 りかっち                                                                                               |
| 58    | 赤見温泉フィッシングフラワーパーク（佐野市）            | アイデンティティ（田島・見浦） R藤本 ぴっかり高木 りかっち                                                                                               |
| 59-60 | パーソナルトレーニングフィットネスジム EXCEED（佐野市） | アイデンティティ（田島・見浦） R藤本 ぴっかり高木 りかっち                                                                                               |
| 61    | あしかがフラワーパーク（足利市）                        | アイデンティティ（田島・見浦） R藤本 ぴっかり高木 りかっち                                                                                               |
| 62-65 | DB芸人大忘年会                                          | アイデンティティ（田島・見浦） R藤本 BANBANBAN山本 一丁 昆布ちゃん バードフミヤ TEAM近藤 橋山メイデン スタジオカドタ 千葉ドラゴン ぴっかり高木 りかっち  |
| 66-71 | DB芸人学力テスト                                        | アイデンティティ（田島・見浦） R藤本 BANBANBAN山本 一丁 昆布ちゃん バードフミヤ TEAM近藤 橋山メイデン スタジオカドタ 千葉ドラゴン ぴっかり高木 りかっち  |
| 72-75 | ビーデル・ウイスのガチ夫婦旅                            | アイデンティティ（田島・見浦） R藤本 VTR出演：虹組キララ・ロッキー ナレーション：BANBANBAN山本                                                           |
| 76    | 聖地巡礼バスツアーin栃木県下野市                        | アイデンティティ（田島・見浦） R藤本 BANBANBAN山本 スタジオカドタ TEAM近藤 橋山メイデン                                                                  |
| 77-78 | DB芸人知名度調査                                        | アイデンティティ（田島・見浦） R藤本 BANBANBAN山本 昆布ちゃん                                                                                            |

まろに☆え〜るTV超
| #     | サブタイトル                                        | 放送内容                                    | 出演者（○は初登場）                                                                                        |
| ----- | --------------------------------------------------- | ------------------------------------------- | --- |
| 1-2   | まろに☆え～るTV奇跡の大復活！新餃子プレゼンバトル!! | 餃子プレゼンバトル                          | アイデンティティ（田島・見浦） R藤本 ぴっかり高木 スタジオカドタ ○たろちゃん組 ナレーション：BANBANBAN山本 |
| 3-4   | 宇宙最強の戦士を決めろ!!ボクシング編                | ボクシング対決                              | アイデンティティ（田島・見浦） R藤本 ぴっかり高木 スタジオカドタ ○たろちゃん組 ナレーション：BANBANBAN山本 |
| 5     | ザーボンドドリア襲来!本当の地獄の始まりだ!!         | 西明寺（益子町）                            | アイデンティティ（田島・見浦） R藤本 TEAM近藤 橋山メイデン ナレーション：BANBANBAN山本                     |
| 6     | サバイバルゲーム対決!                               | 益子エアベース（益子町）                    | アイデンティティ（田島・見浦） R藤本 TEAM近藤 橋山メイデン ナレーション：BANBANBAN山本                     |
| 7     | DB芸人益子焼絵付け体験!!                            | 大川戸ドライブイン（益子町） つかもと（同） | アイデンティティ（田島・見浦） R藤本 TEAM近藤 橋山メイデン ナレーション：BANBANBAN山本                     |
| 8-9   | ドラゴンボールを探せ！DB芸人謎解きの旅！！          | オリオン通り（宇都宮市）                    | アイデンティティ（田島・見浦） R藤本 千葉ドラゴン 虹組キララ ○モリオハザード ナレーション：BANBANBAN山本   |
| 10    | 悪の帝王フリーザの復活!猫カフェ猫見家!!             | 猫見家（宇都宮市）                          | アイデンティティ（田島・見浦） R藤本 BANBANBAN山本                                                         |
| 11-12 | モテる男の処世術を勉強すっぞ!                       | SHINBI（宇都宮市）                          | アイデンティティ（田島・見浦） R藤本 BANBANBAN山本                                                         |

| #     | サブタイトル                                        | 放送内容                                    | 出演者（○は初登場） |
| ----- | --------------------------------------------------- | ------------------------------------------- | --- |
| 13    | 誇り高き正義!プライド・トルーパーズ参戦!            | 麺龍 炎の杜（宇都宮市）                     | アイデンティティ（田島・見浦） R藤本 ○イチキップリン ○ガーリィレコード（高井・フェニックス） ナレーション：BANBANBAN山本                                |
| 14    | レギュラー争奪3本勝負!2回戦ボウリング対決!          | 第二トーヨーボウル（宇都宮市）              | アイデンティティ（田島・見浦） R藤本 ○イチキップリン ○ガーリィレコード（高井・フェニックス） ナレーション：BANBANBAN山本                                |
| 15    | レギュラー争奪3本勝負!最終決戦!                     | 林家本店（宇都宮市）                        | アイデンティティ（田島・見浦） R藤本 ○イチキップリン ○ガーリィレコード（高井・フェニックス） ナレーション：BANBANBAN山本                                |
| 16-17 | ベストセレクション 学力テスト編                     | ※過去の放送を再編集して放送                 | アイデンティティ（田島・見浦） R藤本 BANBANBAN山本 一丁 昆布ちゃん バードフミヤ TEAM近藤 橋山メイデン スタジオカドタ 千葉ドラゴン ぴっかり高木 りかっち |
| 18-19 | ベストセレクション 大忘年会編                       | ※過去の放送を再編集して放送                 | アイデンティティ（田島・見浦） R藤本 BANBANBAN山本 一丁 昆布ちゃん バードフミヤ TEAM近藤 橋山メイデン スタジオカドタ 千葉ドラゴン ぴっかり高木 りかっち |
| 20    | ベストセレクション ボウリング大会                   | ※過去の放送を再編集して放送                 | アイデンティティ（田島・見浦） R藤本 BANBANBAN山本 一丁 昆布ちゃん 千葉ドラゴン 虹組キララ りかっち                                                     |
| 21-22 | DB芸人女子会 日本一のいちごのまち真岡でグランピング | 井頭温泉チャットパレス（真岡市）            | アイデンティティ（田島・見浦） R藤本 虹組キララ りかっち ○れっぴーず ナレーション：BANBANBAN山本                                                        |
| 23    | ドライブトークの未公開トーク                        |                                             | アイデンティティ（田島・見浦） R藤本 ぴっかり高木 スタジオカドタ たろちゃん組                                                                           |
| 24    | 本音トークの未公開トーク                            | やきとり竜鳳（宇都宮市）                    | アイデンティティ（田島・見浦） R藤本 BANBANBAN山本 |
| 25-28 | 宇宙一のクイズ王は誰だ!?ＤＢ芸人クイズ選手権！      | クイズ対決                                  | アイデンティティ（田島・見浦） R藤本 BANBANBAN山本 橋山メイデン スタジオカドタ                                                                          |
| 29    | DB芸人ドライブ旅！                                  | 芝ざくら公園（市貝町）                      | アイデンティティ（田島・見浦） R藤本 BANBANBAN山本 一丁                                                                                                 |
| 30-32 | DB芸人ドライブ旅！                                  | ツインリンクもてぎ（茂木町）                | アイデンティティ（田島・見浦） R藤本 BANBANBAN山本 一丁                                                                                                 |
| 33-35 | DB芸人女子旅！                                      | ※過去の放送を再編集して放送                 | アイデンティティ（田島・見浦） バードフミヤ 虹組キララ りかっち                                                                                         |
| 36-37 | ウイスとビーデルのガチ夫婦旅！                      | ※過去の放送を再編集して放送                 | アイデンティティ（田島・見浦） R藤本 VTR出演：虹組キララ・ロッキー ナレーション：BANBANBAN山本                                                          |
| 38    | DB芸人知名度調査！                                  | ※過去の放送を再編集して放送                 | アイデンティティ（田島・見浦） R藤本 BANBANBAN山本 昆布ちゃん                                                                                           |
| 39-44 | DB芸人大運動会！                                    | ※過去の放送を再編集して放送                 | アイデンティティ（田島・見浦） R藤本 BANBANBAN山本 昆布ちゃん 一丁 ぴっかり高木 TEAM近藤 橋山メイデン バードフミヤ スタジオカドタ 虹組キララ りかっち   |
| 45    | ベストセレクション ココ・ファームワイナリー編       | ※過去の放送を再編集して放送                 | アイデンティティ（田島・見浦） R藤本 BANBANBAN山本 バードフミヤ スタジオカドタ                                                                          |
| 46    | DB芸人 お笑い精神と時の部屋！基礎修行編！           | ・一発ギャグ対決 ・ショートトーク対決       | アイデンティティ（田島・見浦） R藤本 BANBANBAN山本 TEAM近藤 橋山メイデン ○ツクロークン                                                                  |
| 47    | DB芸人 お笑い精神と時の部屋！基礎修行編！           | ・ものまね対決 ・運対決 ・モノボケ対決      | アイデンティティ（田島・見浦） R藤本 BANBANBAN山本 TEAM近藤 橋山メイデン ○ツクロークン                                                                  |
| 48    | ベストセレクション 相田みつをゆかりの蕎麦屋編       | ※過去の放送を再編集して放送                 | アイデンティティ（田島・見浦） R藤本 BANBANBAN山本 バードフミヤ スタジオカドタ                                                                          |
| 49-51 | DB芸人 ウィキペディアクイズ編                       |                                             | アイデンティティ（田島・見浦） R藤本 千葉ドラゴン スタジオカドタ VTR出演：一丁・TEAM近藤                                                                |
| 52    | DB芸人 かるた大会                                   | ・上毛かるた対決 ・DBかるた対決             | アイデンティティ（田島・見浦） R藤本 BANBANBAN山本 バードフミヤ スタジオカドタ                                                                          |
| 53    | 芸術の秋！ガチンコ自画像対決！                      |                                             | アイデンティティ（田島・見浦） R藤本 BANBANBAN山本 バードフミヤ スタジオカドタ                                                                          |
| 54    | DB芸人ドライブ旅                                    | 千本松牧場（那須塩原市）                    | アイデンティティ（田島・見浦） R藤本 ぴっかり高木 バードフミヤ                                                                                          |
| 55    | DB芸人ドライブ旅                                    | もみじ谷大吊橋（那須塩原市） 竜化の滝（同） | アイデンティティ（田島・見浦） R藤本 ぴっかり高木 バードフミヤ                                                                                          |
| 56    | DB芸人ドライブ旅                                    | こばや食堂（那須塩原市）                    | アイデンティティ（田島・見浦） R藤本 ぴっかり高木 バードフミヤ                                                                                          |
| 57-60 | 天下一学力テスト！！                                |                                             | アイデンティティ（田島・見浦） R藤本 BANBANBAN山本 スタジオカドタ りかっち ツクロークン                                                                 |

| #       | サブタイトル                                     | 放送内容                                                   | 出演者（○は初登場） |
| ------- | ------------------------------------------------ | ---------------------------------------------------------- | --- |
| 61      | レギュラー争奪３番勝負！                         | キックベースボール対決                                     | アイデンティティ（田島・見浦） R藤本 ぴっかり高木 バードフミヤ イチキップリン ガーリィレコード（高井・フェニックス）          |
| 62      | レギュラー争奪３番勝負！                         | ３×３対決                                                  | アイデンティティ（田島・見浦） R藤本 ぴっかり高木 バードフミヤ イチキップリン ガーリィレコード（高井・フェニックス）          |
| 63      | レギュラー争奪３番勝負！                         | 大縄跳び対決                                               | アイデンティティ（田島・見浦） R藤本 ぴっかり高木 バードフミヤ イチキップリン ガーリィレコード（高井・フェニックス）          |
| 64      | ピックルボールを体験                             | ピックルボール（さくら市）                                 | アイデンティティ（田島・見浦） R藤本 橋山メイデン                                                                             |
| 65      | DB芸人 お口の健康チェック！                      | 高谷秀雄歯科クリニック（宇都宮市）                         | アイデンティティ（田島・見浦） R藤本 橋山メイデン                                                                             |
| 66      | 地獄のナッパ回編                                 | ※過去の放送を再編集して放送                                | アイデンティティ（田島・見浦） R藤本 BANBANBAN山本 VTR出演：ぴっかり高木                                                      |
| 67-68   | ベストセレクション                               | 不明                                                       | |
| 69      | ついに登場!? DB芸人ボスバンド「ワルフルズ」      |                                                            | アイデンティティ（田島・見浦） R藤本 BANBANBAN山本 千葉ドラゴン 橋山メイデン スタジオカドタ                                   |
| 70-71   | ベストセレクション                               | 不明                                                       | |
| 72      | DB芸人がキンボールに挑戦！！                     | キンボール                                                 | R藤本 BANBANBAN山本 TEAM近藤 橋山メイデン バードフミヤ                                                                        |
| 73      | DB芸人ドライブ旅！大田原市                       | 光丸山法輪寺（大田原市）                                   | アイデンティティ（田島・見浦） R藤本 BANBANBAN山本                                                                            |
| 74      | DB芸人ドライブ旅！大田原市                       | パラエストラ栃木（同）                                     | アイデンティティ（田島・見浦） R藤本 BANBANBAN山本                                                                            |
| 75      | DB芸人ドライブ旅！大田原市                       | ハルチョンラーメンはるっ子（同） 道の駅 那須与一の郷（同） | アイデンティティ（田島・見浦） R藤本 BANBANBAN山本                                                                            |
| 76      | 日光だいや川公園でアスレチックにチャレンジ！     | 日光だいや川公園（日光市）                                 | アイデンティティ（田島・見浦） R藤本 バードフミヤ                                                                             |
| 77      | 日光だいや川公園でディスクゴルフにチャレンジ！   | 日光だいや川公園（日光市）                                 | アイデンティティ（田島・見浦） R藤本 バードフミヤ                                                                             |
| 78      | 日光だいや川公園でモルックにチャレンジ！         | 日光だいや川公園（日光市）                                 | アイデンティティ（田島・見浦） R藤本 バードフミヤ                                                                             |
| 79-80   | とちてれアニメフェスタ2022                       |                                                            | アイデンティティ（田島・見浦） R藤本 スタジオカドタ                                                                           |
| 81-82   | DB芸人が登山にチャレンジ！茶臼岳                 | 茶臼岳（那須町） 峠の茶屋（同） ホテルサンバレー那須（同） | アイデンティティ（田島・見浦） R藤本 BANBANBAN山本                                                                            |
| 83-84   | 勝手に劇場版公開記念！ベジータvsピッコロ３番勝負 |                                                            | アイデンティティ（田島・見浦） R藤本 一丁                                                                                     |
| 85-87   | DB芸人ビビり王決定戦！                           |                                                            | アイデンティティ（田島・見浦） R藤本 昆布ちゃん ぴっかり高木 虹組キララ                                                       |
| 88-89   | DB芸人 福島県いわき市の旅！                      |                                                            | アイデンティティ（田島・見浦） R藤本 BANBANBAN山本                                                                            |
| 90-92   | DB芸人 ビーデルおもてなし旅！                    |                                                            | アイデンティティ（田島・見浦） R藤本 虹組キララ                                                                               |
| 93-96   | DB芸人ドライブ旅                                 |                                                            | アイデンティティ（田島・見浦） R藤本 BANBANBAN山本 りかっち                                                                   |
| 97-99   | DB芸人キャンプ                                   |                                                            | アイデンティティ（田島・見浦） R藤本 千葉ドラゴン スタジオカドタ                                                              |
| 100-102 | ナンバーワンは俺だ！一流DB芸人選手権！           |                                                            | アイデンティティ（田島・見浦） R藤本 BANBANBAN山本                                                                            |
| 103-105 | 100回放送突破記念！JUST100！                     |                                                            | アイデンティティ（田島・見浦） R藤本 BANBANBAN山本 イチキップリン                                                             |
| 106-107 | 居酒屋ばんばんコラボ記念！！知識の大会！         |                                                            | アイデンティティ（田島・見浦） R藤本 BANBANBAN山本 〇野水伊織（春崎野乃花役） 〇設楽麻美（堤愛実役） 〇小林元子（瓜田瑠梨役） |
| 108     | DB芸人大運動会！総集編                           |                                                            | |

| #       | サブタイトル                                   | 放送内容 | 出演者（○は初登場） |
| ------- | ---------------------------------------------- | -------- | ------------------- |
| 109-112 | DB芸人 真冬の大運動会！                        |          |                     |
| 113-115 | DB芸人ドライブ旅！                             |          |                     |
| 116     | 栃木の人気スポット 若竹の杜 若山農場を探訪     |          |                     |
| 117     | DB芸人がクライミングジムゼロで修行！           |          |                     |
| 118     | DB芸人が栃木SCチアーズスクールで修行！         |          |                     |
| 119     | DB芸人が茨城県宮山ふるさとふれあい公園を散策   |          |                     |
| 120     | こだまスイカ農家とストロベリーランド筑西を探訪 |          |                     |
| 121-122 | 足利学校！DB芸人たちが挑む学びの旅！           |          |                     |
| 123-124 | 那須高原りんどう湖ファミリー牧場               |          |                     |
| 125-127 | 那須町おすすめスポット探訪！                   |          |                     |
| 128-129 | とちテレアニメフェスタ                         |          |                     |
| 130-131 | ナンバー１はおれだDB芸人ドンジャラ選手権       |          |                     |
| 132-133 | DB芸人私はだーれだ？表と裏                     |          |                     |
| 134-135 | 夏だ！海だ！ウキウキいわきドライブ旅           |          |                     |
| 136-138 | 視聴率100％!!?笑いを呼ぶセルゲーム             |          |                     |
| 139     | 夏のDB甲子園１ でるか？幻のホームラン！        |          |                     |
| 140     | 夏のDB甲子園２ 天下一野球盤！                  |          |                     |
| 141-143 | DB芸人 栃木市のドライブ旅                      |          |                     |
| 144     | 赤い彗星!?精神と時の部屋で超チャリ修行！       |          |                     |
| 145     | 惑星トチギで物件探し！？                       |          |                     |
| 146-147 | ナッパ＆ザーボン！危険なふたりの超決戦！       |          |                     |
| 148-149 | フリーザ軍ナンバー２決定戦                     |          |                     |
| 150-152 | 摩訶不思議大冒険！惑星トチギの珍＆新スポット   |          |                     |
| 153-155 | 物々交換で視聴者プレゼントをGETせよ！          |          |                     |
| 156     | 未公開ドライブトーク                           |          |                     |

| #       | サブタイトル                                     | 放送内容 | 出演者（○は初登場） |
| ------- | ------------------------------------------------ | -------- | ------------------- |
| 157     | DB芸人 真冬の大運動会！総集編！                  |          |                     |
| 158-160 | DB芸人 真冬のスポーツテスト！！                  |          |                     |
| 161-163 | DB芸人 ピッタリレシート選手権！                  |          |                     |
| 164     | 物件探し？CRTハウジング宇都宮西総合住宅展示場    |          |                     |
| 165-166 | DB芸人 ライトライン満喫ツアー！                  |          |                     |
| 167     | DB芸人 世界進出チャレンジ！「英会話教室」        |          |                     |
| 168     | 次年度も継続決定！まろにトークSP！               |          |                     |
| 169     | 出会いの春！ゲストとめぐる栃木旅！！             |          |                     |
| 170     | DB芸人が有名建築家デザインの中学校に潜入！       |          |                     |
| 171     | 精肉店の激ウマグルメ＆老舗食堂の斬新メニュー！   |          |                     |
| 172-173 | DB芸人 ひとりぼっちの大冒険！                    |          |                     |
| 174     | DB芸人 ボードゲーム部！                          |          |                     |
| 175-176 | 千葉ドラゴン持ち込み企画！珍名バトル！           |          |                     |
| 177     | とちてれ☆アニメフェスタ！2024＆未公開トーク      |          |                     |
| 178-179 | DB芸人 ブレイキン！                              |          |                     |
| 180     | DB芸人 ピッタリチャレンジ！創業年数編！          |          |                     |
| 181-182 | セルゲーム再び…！地獄の三番勝負！                |          |                     |
| 183-184 | ちょうどいい品数を注文せよ！ピッタリチャレンジ！ |          |                     |
| 185-187 | DB芸人の夏休み！那須の旅！ワクワクすっぞ！       |          |                     |
| 188-190 | 惑星トチギを飛び出せ！群馬県桐生市に突撃！       |          |                     |
| 191     | DB芸人 夏の終わりのステーキ宮ご褒美ロケ！        |          |                     |
| 192     | DB芸人 ボードゲーム部！DBすごろく編！            |          |                     |
| 193     | DB芸人 トランプ王決定戦！                        |          |                     |
| 194     | 初老のDB芸人！大人のたしなみを学ぼう！           |          |                     |
| 195-197 | DB芸人 秋の行楽旅！那須烏山編                    |          |                     |
| 198-199 | DB芸人 宇都宮で見つけたすっげぇヤツ！            |          |                     |
| 200-201 | 超トチギクイズ！勝ち抜きバトル！                 |          |                     |
| 202-204 | DB芸人 力の大会！七番勝負！                      |          |                     |

### 放送時間
まろに☆え〜るTV〜とちぎの旅!ワクワクすっぞ!〜
- とちぎテレビ　毎週木曜日22:00 - 22:30（2018年2月1日 - 3月29日）
- 群馬テレビ　毎週木曜日23:00 - 24:00（2018年2月8日 - 4月5日）
- テレビ埼玉　毎週水曜日25:30 - 26:00（2018年2月7日 - 4月4日）
- 千葉テレビ　毎週金曜日24:30 - 25:00（2018年2月9日 - 4月6日）
- テレビ神奈川　毎週火曜日9:00 - 10:00（2018年2月6日 - 4月3日）

まろに☆え〜るTV-Z-
- とちぎテレビ　毎週月曜日23:30 - 23:45（2018年10月1日 - 2019年2月25日）

まろに☆え〜るTV-GT特別編
- とちぎテレビ　22:00 - 22:30（2019年8月25日）、19:30 - 20:25（2019年12月31日）※「GT」の地上波放送は2回のみ。

まろに☆え〜るTV超
- とちぎテレビ　毎週木曜日22:00 - 22:30（2020年10月8日 - 2024年12月26日）
- サンテレビ　毎週木曜日21:30 - 22:00（2021年1月7日 - ）
- 千葉テレビ
  - 毎週月曜日24:30 - 25:00（2021年10月4日 - 2022年12月26日）
  - 毎週日曜日23:30 - 24:00（2023年1月8日 - 3月26日）
  - 毎週火曜日23:30 - 24:00（2023年4月11日 - 6月27日、2024年1月9日 - ）
  - 毎週木曜日24:30 - 25:00（2023年7月13日 - 12月28日）
- 三重テレビ放送
  - 毎週土曜日23:30 - 24:00（2023年4月1日 - 4月29日）
  - 毎週土曜日23:00 - 23:30（2023年5月6日 - 9月16日）
  - 毎週金曜日17:00 - 17:30（2023年9月22日 - ）